# Blaž Velcl
Blaž Velcl (ur. 12 maja 1987 w Mariborze) – słoweński wioślarz.

## Osiągnięcia
- Mistrzostwa Świata Juniorów – Banyoles 2004 – dwójka bez sternika – 12. miejsce[1].
- Mistrzostwa Świata Juniorów – Brandenburg 2005 – czwórka bez sternika – 9. miejsce[1].
- Mistrzostwa Świata U-23 – Glasgow 2007 – czwórka bez sternika – 13. miejsce[1].
- Mistrzostwa Europy – Poznań 2007 – dwójka bez sternika – 7. miejsce[1].
- Mistrzostwa Świata U-23 – Račice 2009 – czwórka bez sternika – 6. miejsce[1].
- Mistrzostwa Europy – Brześć 2009 – czwórka bez sternika – 8. miejsce[1].